# Giuseppe Betussi
Giuseppe Betussi (né en 1515 à Bassano del Grappa, dans la province de Vicence, Italie - mort en 1575 à Venise, Italie) était un écrivain italien polygraphe du XVIe siècle. Proche de Pierre l'Arétin et traducteur de Boccace, Giuseppe Betussi dirige quelque temps l'imprimerie de Giolito à Venise avant de mener une vie aventureuse en Italie et en France.

## Biographie
Betussi naquit en 1515 à Bassano del Grappa, dans la Marche Trévisane. Il eut pour maître le fameux poète Pierre l'Arétin. Il subsista pendant quelque temps à Venise, en dirigeant l'imprimerie de Giolito ; il chercha ensuite d'autres emplois, parcourut plusieurs villes d'ltalie, et même vint en France. Luca Contile lui procura enfin un emploi de secrétaire auprès d'un seigneur riche, pour qui l'on croit qu'il fit, en 1562, un voyage en Espagne. Revenu en Italie, il quitta ce seigneur, et reprit sa vie inconstante et précaire. On ignore l'année précise de sa mort ; on voit seulement, par une lettre de Giuliano Gosellini, auteur contemporain, qu'il vivait encore en 1565.

## Œuvres

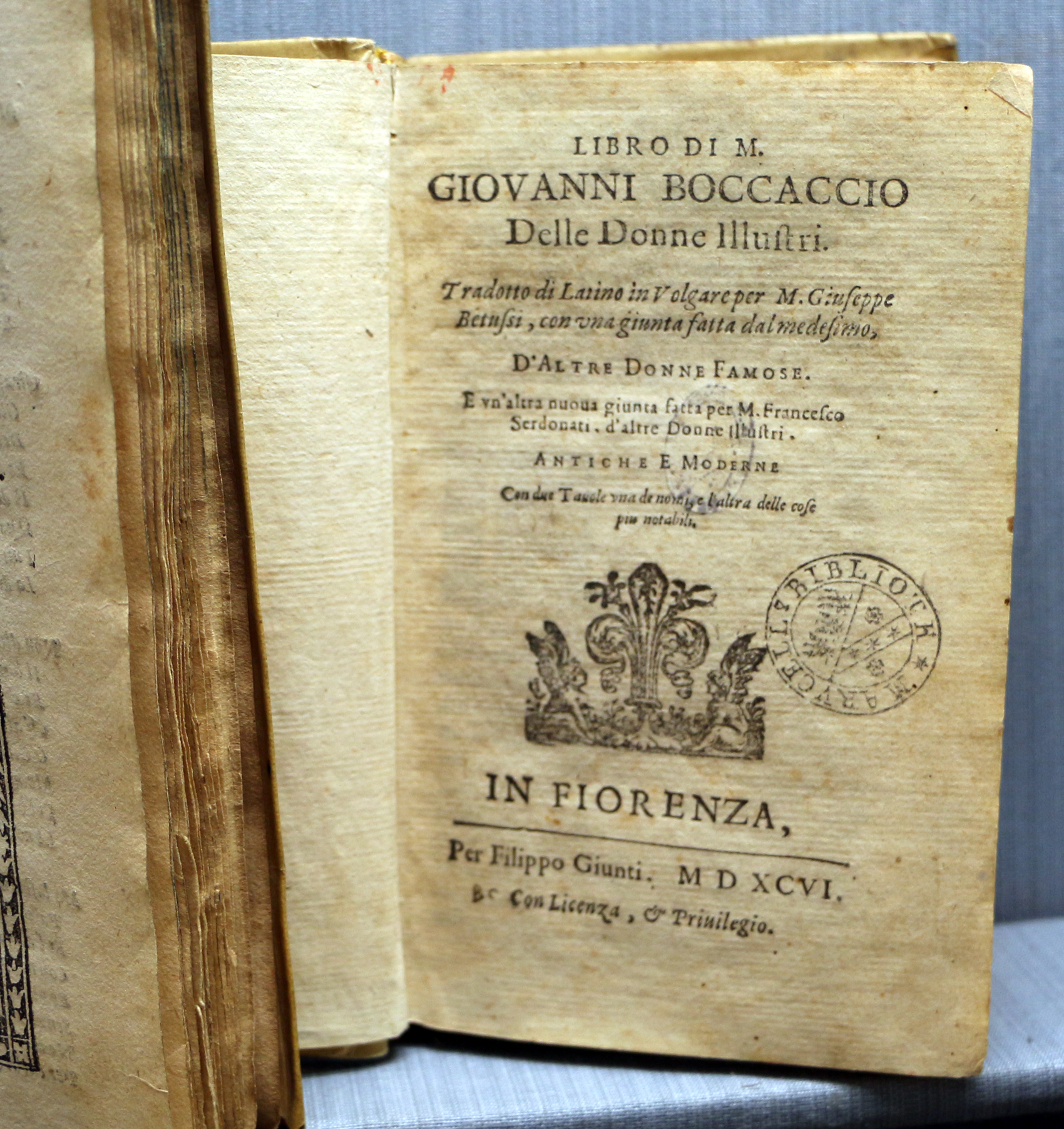
Traduction italienne de l'ouvrage de Boccace De mulieribus claris par Giuseppe Betussi, publié à Florence en 1596

- Dialogo amoroso e rime di Giuseppe Betussi e d'altri autori, Venise, 1543, in-8°. Ce dialogue est mêlé de prose et de vers, et les interlocuteurs sont : Giovan Battista Pigna, Francesco Sansovino et Franceschina Baffo, femme poète.
- Il Raverta, dialogo di messer Giuseppe Betussi, nel quale si ragiona d'amore, et de gli effetti suoi, Venise, Gabriel Giolito de Ferrari, 1549. C'est un ouvrage sur l'amour, sa nature, ses effets et sa place dans l'univers, ouvrage qui contribua à populariser la morale néo-platonicienne auprès des lecteurs de la Renaissance.
- Des traductions italiennes de trois ouvrages latins de Boccace : De casibus virorum illustrium, De mulieribus claris, et Genealogia deorum gentilium ; la première, Venise, 1543, in-8° ; la seconde, à laquelle Betussi ajouta les femmes qui s'étaient illustrées depuis le temps de Boccace jusqu'au sien, Venise, 1547, in-8° ; et la troisième, Venise, 1547, in-4°. Ces trois traductions ont été réimprimées plusieurs fois, et on ne compte pas moins de treize éditions de la dernière, toutes dans le mème format. Dans presque toutes ces éditions, la traduction est accompagnée d'une vie de Boccace, écrite en italien par Betussi, laquelle est aussi jointe ordinairement à sa traduction italienne du De mulieribus claris.
- Il Libro 7 dell'Eneide di Virgilio dal vero senso in versi sciolti tradotto, con un'elegia d'Augusto in fine sopra Eneide, Venise, 1546, in-8°. Cette traduction du livre 7 a été ensuite réunie à celle de l'Énéide, faite par divers auteurs, et publiée par Lodovico Domenichi, Florence, 1556, in-8°. C'est cette traduction entière, sortie de différentes mains, et non la traduction isolée du livre 7, faite par Betussi, qui a été réimprimée plusieurs fois, et la dernière fois, à Venise, par Paolo Ugolino, en 1593, in-8°.
- La Leonora, ragionamento sopra la vera bellezza, Lucques 1357, in-8°. Giammaria Mazzuchelli et Giusto Fontanini mettent ce petit volume au nombre des livres rares.
- Ragionamento sopra il Cathaio, luogo dello ill. S. Pio Enea Obizzi, Padoue, Lorenzo Pasquali, 1573, réimprimé à Ferrare, en 1669, avec plusieurs additions. Il est probable que la première édition de cette description d'une magnifique villa fut donnée par Betussi lui-même ; elle peut donc servir prouver qu'il vivait encore, non-seulement en 1565, comme on l'a dit plus haut ; mais au-delà de 1573.
- L'Immagine del tempio di Dorina Gioranna d'Aragona, dialogo, Venise, 1557, in-8°. Il se trouve de ses lettres dans plusieurs recueils de ce genre d'écrits ; et de ses poésies, ou rime, dans un plus grand nombre de collections poétiques, parmi lesquelles on cite principalement celle des Rime scelte de' poeti Bassanesi, recueillies par Giambattista Verci. Anton Francesco Doni, dans sa Libraria (trattato 2), parle d'autres poésies que Betussi avait laissées en manuscrit.